# Tullio Allegra
Tullio Allegra (Catane, 1862 - 1934) est un peintre italien actif essentiellement dans sa région natale. 

## Biographie
Tullio Allegra est un peintre natif de Catane connu aussi comme pasteur ecclésiastique ayant fondé à Catane l'Istituto delle Sacramentine. 

## Œuvres
- San Antonio abate nel deserto,
- Madonna delle Grazie, église Beata Vergine Maria di Monserrato[2].
- Madonna della salute (1900), église San Camillo De Lellis, Catane,
- Cycle de fresques, dont battesimo di Gesù, église San Giovanni Montebello, Giarre,

Chiesa S. Anna e Istituto Testasecca, Caltanissetta
- La Madonna del Carmelo, huile sur toile, 160 × 230 cm,
- Il Crocifisso tra la Vergine, S. Giovanni e Maria Maddalena, huile sur toile, 160 × 230 cm,

Église Saint-Placide (Catane)
- Deux tableaux, fond de l'autel,